# 八股文

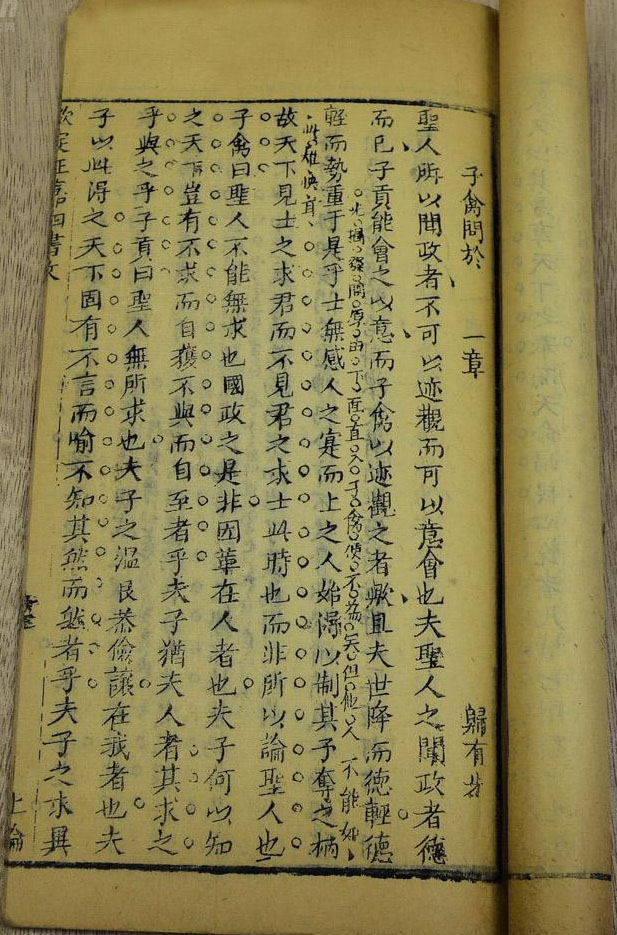
《欽定四書文》一章

八股文又称八比文、时文、時藝、制艺，是中国明、清皇朝及越南阮朝考试制度中所规定的一种特殊文体1。
隋唐开始，中国出现了开科取士的科举制度，開出中国社会低下层知识分子能成为上层官僚的途径。在隋唐時，科举中写文章的部分（明经）主要是写诗歌，直到明、清两代才正式转变为八股。

## 历史背景

### 宋朝
北宋王安石變法，王安石認為唐代以诗、赋、帖经取士，浮華不實，於是併多科為進士一科，一律改試經義。
考試的文體並無規格，没要求對仗排偶。当时有的考生主動運用排比筆法，寫成與八股文類似的文章。被部分学者视为八股文发展的开端。

### 元朝
元代的科舉制度，基本沿襲宋代。用“经义”、“经疑”为题述文。但把出题范围，限制在《大学》、《中庸》、《论语》、《孟子》四种經書中。考試時的文章格式还没有限定對仗排偶。元代王充耘（字與耕，吉水人，元統甲戌進士），“以《書經》登第，其用功甚深，此乃所作經義程式也”。有些历史学家认为这才是最早的八股文雏形。
例如邓之诚在《中华二千年史》卷四“制艺文”道：“宋熙宁中，王安石始废诗赋用经义，元祐后复罢，迨元仁宗延祐中，定科举考试法。于是王充耘始选八比一法，名《书义矜式》，遂为八股滥觞。”

## 明朝八股文
明代洪武元年（1368年），詔開科舉，對制度、文體都有了明確要求。士人參與科舉考試必須通過三場的考試2。不過寫法或偶或散，初無定規。明宪宗成化年間（1464年－1487年），經王鏊、謝遷、章懋等人提倡，八股文逐漸形成了以講究格律、步驟，並逐漸形成比較嚴格的程式。成化二十三年（1487年），始由“经义”变为开考八股文，规定要按八股方式作文，格式严格，限定字数，不许违背经注，不能自由发挥。

### 题目
題目必须用四书五经中的原文。题目又分大題、小題兩類。
- 鄉試、會試多用大題，題意比較完整。又分連章題、全章題、數節題、一節題、數句題、單句題等等。
- 童試多用小題。其題意多不完整，这是为了避免重题，因童試場次多，且只考《四書》義，不考《五經》義。經歷幾百年後，四书中完整的句子不夠用。考官便想方設法出题，例如：割裂原意，將上下兩章、兩節互不相關的文句合為一題，或各取半句湊成一題，叫做截搭題或冒上題、承下題、上全下偏題、上偏下全題等。

### 内容
內容須以程朱學派的注釋為準。歷代解經之作很多，科舉考試只用程朱一派。《周易》依程傳朱學本義，《尚書》依朱熹學生蔡沈傳，《詩經》依朱熹《詩集傳》，《春秋》依胡安國傳，而以《左傳》為本事，《禮記》依陳澔集傳，《四書》依朱熹《四書集注》。考生行文命意，必須就題闡釋，依注作解，不得擅自生發，獨出新論。八股文還要求代聖人立言。如題目是孔子、曾子、子思、孟子及其門人的話，則必須模擬語意，即使是三桓、陽虎、荷蓧丈人、齊人妻妾等各類人物，也要設身處地，肖其口吻。只有記事題和連章題不用模擬口氣。

### 文章格式
| 名称 | 另名                   | 行文格式                                                           | 内容要求                                                                                             |
| ---- | ---------------------- | ------------------------------------------------------------------ | --- |
| 破題 | 无                     | 二句散行文字。                                                     | 將題目字面意義破釋。                                                                                 |
| 承題 | 无                     | 四、五句散行文字。                                                 | 將破題中緊要之意，承接而下，引申而言，使之曉暢。要求明快關連，不可脫節。                             |
| 起講 | 小講、原起             | 散行文字                                                           | 渾寫題意，籠罩全局。                                                                                 |
| 起股 | 起比、題比、提股、前股 | 四五句或八九句雙行文字，兩扇句式必須相同，要求相對成文，形成排偶。 | 開始發議論                                                                                           |
| 中股 | 中比                   | 句式雙行，句数多少無定制。要求相對成文，形成排偶。                 | 內容是全篇的重心所在，必須盡情發揮，進一步搜剔題中正反神理奧妙，要求鎖上關下，輕鬆靈活，宜虛不宜實。 |
| 後股 | 後比                   | 句式雙行，多少無定制。需相對成文，形成排偶。                       | 作用是暢發中比所未盡，或推開，或墊襯，要求莊重踏實，振起全篇精神。                                   |
| 束股 | 束比                   | 雙行，每扇二、三句或四、五句。需相對成文，形成排偶。               | 用來回應、提醒全篇而加以收束。                                                                       |
| 大結 | 无                     | 散行，不一定用對偶。                                               | 全文結束語，不用聖賢口氣，可以發揮己意。                                                             |

八股文起承轉合有一定的規矩。最初三股和末一股可採取散文形式，中間四股需用排偶的句子。

### 字数
八股文的字數有限定。明初制度：鄉試、會試，用《五經》義一道，500字。《四書》義一道，300字。

## 清朝八股文
清世祖顺治三年（1646年）宣布恢复科举取士，沿用明朝的八股文，做出一些小改变。后来的康熙帝意识到科举考试中的八股文“空疏无用，实于政事无涉”，于1663年废止八股文。1665年，礼部侍郎黄机上疏：“先用经书，使阐发圣言微旨，以观心术。不用经书为文，人将置圣贤之学于不讲，请复。”1668年，康熙恢复八股文考试。
1738年，兵部侍郎舒赫德上书乾隆皇帝：“科举之制，凭文而取，按格而官，已非良法，况积弊日深，侥幸日众。应将考试条款改弦更张，别思所以遴拔真才实学之道。”乾隆组织讨论之后，发现没人能提出替代科举之方，这次提议暂且结束。
光绪二十八年（1902年），清政府宣佈停止科举考试使用八股。1904年，清政府举行了最后一次科举，翌年起废除。
大部分与明代类似，但将八股中最后可以发挥己意的大结改为三、四句收束，不能发挥己意思，又叫收結或落下。
字数在康熙時要求550字，乾隆以後一律以700字為準。 

## 评价

### 正面評價

#### 選任人才
采用《四书》《五经》这一标准化的教科书，士大夫阶层容易形成一致价值观，共通的语言，降低上下级官员间沟通成本。

### 負面評價

#### 学术影响
八股文题目，内容，格式都限制太严。考生们只是按照题目的字义敷衍成文，因此扼杀了作者的创意，也扼殺了讀書人的自由意志。结果造成八股文内容空洞，专讲形式，成了文字游戏。读书人为了考取功名专研析八股文，但八股文的限制太嚴，而且题目限于经书，束縛了讀書人的思想，程朱義理之學在科舉制度的引導下逐漸僵化。顧炎武言：“八股之害等於焚書，而敗壞人才，有甚於咸陽之郊，所坑者但四百六十余人也。”

#### 政治影响
讀書人“兩耳不聞窗外事，一心只讀聖賢書”，竭盡一生精力鑽研八股文的寫法，对政治，社会实际情况缺乏了解。而有些读书人亦对人情世事缺乏了解，一旦为官，缺乏足夠的知識來應付民間大小事情，只好委任幕僚師爺及下級官吏決策事宜，使得吏治日漸敗壞，政治難上軌道。

### 文化名人的批评
- 杨慎：“本朝以经学取人，士子自一经之外罕所通贯。近日稍知务博，以哗名苟进而不究本原，徒事末节。五经诸子则割取其碎语，而诵之谓之蠡测。历代诸史则抄节其碎事而缀之，谓之策套。其割取抄节之人已不通经涉史，而章句血脉皆失其真。”（杨慎：《升庵集》卷52，《举业之陋》）
- 袁了凡：“今教子弟者多不读五经，务记臭烂时文，以为捷径者入。”（袁黄：《了凡袁先生论文》，《游艺塾续文规》卷4）
- 顾炎武：“今日科场之病莫甚乎拟题。且以经文言之。初场试所习本经义四道。而本经之中，场屋可出之题，不过数十。富家巨族，延请名士，馆于家塾，将此数十题，各撰一篇，计篇酬价。令其子弟及僮奴之俊慧者，记诵熟习，入场命题十符八九，即以所记之文，抄誊上卷，较之风檐结构难易迥殊，四书亦然。发榜之后，此曹便为贵人。年少貌美者多得馆选。天下之士靡然从风。而本经亦可以不读矣。”（顾炎武：《拟题》，《日知录》卷16）
- 黄宗羲：“科举之弊，未有甚于今日矣。余见高、曾以来，为其学者，五经、《通鉴》、《左传》、《国语》、《战国策》、《庄子》、八大家，此数书者未有不读，以资举业之用者也。自后则束之高阁，而钻研于蒙存、浅达之讲章。又其后则以为泛滥而说约出焉。又以说约为冘，而圭撮于低头四书之上。童而习之，至于解褐出仕，未尝更见他书也。此外但取科举中选之文，讽诵摹仿，移前掇后，雷同下笔已耳。”（黄宗羲：《科举》，贺长龄、魏源：《清经世文编》卷57，《礼政上》）
- 魏禧：“明世黜杂学，尊孔子，勒四书五经为题目。法视前代，为独正、贩夫、监子莫不知仁义道德之名，然才略迂疏，不逮汉唐远甚。及其后，则遂欲求为东晋、南宋而有不可得者。天下奇才异能，非八股不得进。自童年至老死，惟此之务。于是有身登甲第，年期耄，不识古今传国之世次，不知当世州郡之名、兵马财赋之数者。而其才俊者，则于入官之始而后学。”（魏禧：《制科策上》，《魏叔子文集》卷3）
- 陈廷敬：“学者⋯⋯所服习者，本义、集传、蔡沈、胡安国、陈澔，之所谓五经而已。《易》、《诗》、《书》、《礼》，学文者犹加诵习焉。《春秋》则概删。圣人之经不读，读胡氏传。传亦不尽读，择其可为题目者。以其意铺叙为文，不敢稍踰分寸，以求合于有司。”（陈廷敬：《经学家法论》，《午亭文编》卷32）
- 阎若璩：“三百年文章学问不能直追唐、宋及元者，八股时文之害也。”（阎若璩：《潜邱札记》卷1）
- 钱大昕：“明初袭用元制，乡会、试题四书在五经之前，由是士子应试专以揣摩四书文为事，经义徒有其名尔。”（钱大昕：《廿二史考异》卷90，《元史卷五》）
- 崔东壁：“明以三场取士久之。而二三场皆为具文，止重四书文三篇。因而学者多束书不读，自举业外茫无所知。”（崔述：《考信录》，《提要卷上》）

## 现状
2014年9月，杭州市高级中学在新版语文教材中收录王鏊《百姓足，君孰与不足》、王守仁《志士仁人，无求生以害仁，有杀身以成仁》及曾国藩《与诸弟书》等三篇八股文，并引发社会关于八股文的讨论。

## 註解
^  注解1：近人蔡元培認為：「八股文的作法，先作破題，上兩句，把題目大意說一說。破題作得及格了，乃試作承題，約四五句。承題作得合格了，乃試作起講，大約十餘句。起講作得合格了，乃作全篇。全篇的作法，是起講後，先作領題，其後分作八股（六股亦可）。每兩股都是相對的。最後作一結論。由簡而繁，乃是一種作文的方法。」
^  注解2：初場主要是以儒學典籍來測驗士子對於經學義理的理解能力，並進而闡發微言大義，以“代聖人立言”；次場則以朝廷文告寫作以及法令的裁判，來測驗士子對於古今朝廷事務之了解，以及對於辭彙掌握之能力；第三場則以古今治道、學術之演變及其良莠，來測驗士子對於歷史事件的遞嬗並提出切實可行的解決方式。楊慎即認為：「初場在通經而明禮，次場在通古而瞻辭，末場在通今而知務。」

## 参看
- 科举
- 明朝
- 清朝
- 论语
- 大學 (經傳)
- 中庸
- 儒林外史